# Dehesa Boyal de Puertollano
El Centro de Interpretación de la Naturaleza, Dehesa Boyal de Puertollano es un complejo educativo y de ocio dirigido a los escolares de la provincia de Ciudad Real y de la comunidad de Castilla-La Mancha.
El Centro con unos 135 000 metros cuadrados de extensión, dentro de las 2500 hectáreas del área seminatural de monte público denominado "Dehesa Boyal de Puertollano", propiedad del ayuntamiento de Puertollano, zona de patrimonio cultural y de gran riqueza en Fauna y Flora, así como zona donde hay varias rutas deportivas en su interior.
Entre sus instalaciones destaca el Jardín botánico con las especies más comunes que se encuentran en las vecinas comarcas del Valle de Alcudia y Sierra Madrona. Instalaciones deportivas y de campamento.

## Localización
Se encuentra a unos seis kilómetros de Puertollano, en la carretera comarcal C-501 que va de Puertollano a Andújar en un desvío situado a la altura del pinar de la térmica de ENEL.
Planos y vistas satelitales.39°41′0″N 4°6′0″O / 39.68333, -4.10000
Está abierto todo el año y la entrada es libre. 

## Historia
Se empezó a acondicionar el terreno en el año 1998, y poco a poco se han añadido servicios.

## Colecciones de plantas

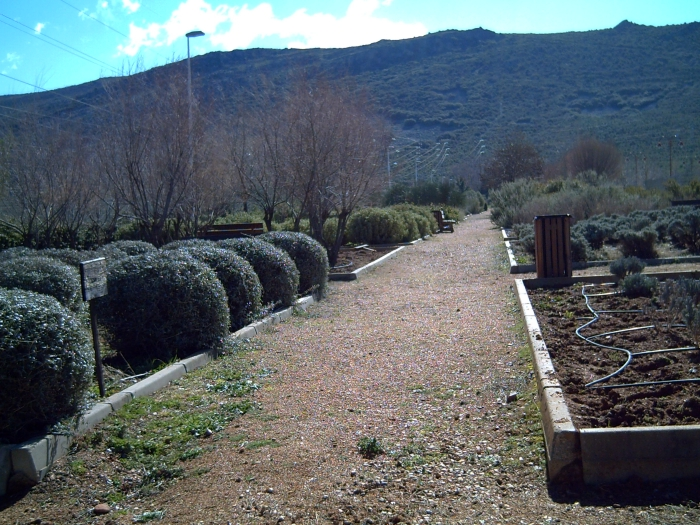
Vista del Jardín Botánico.

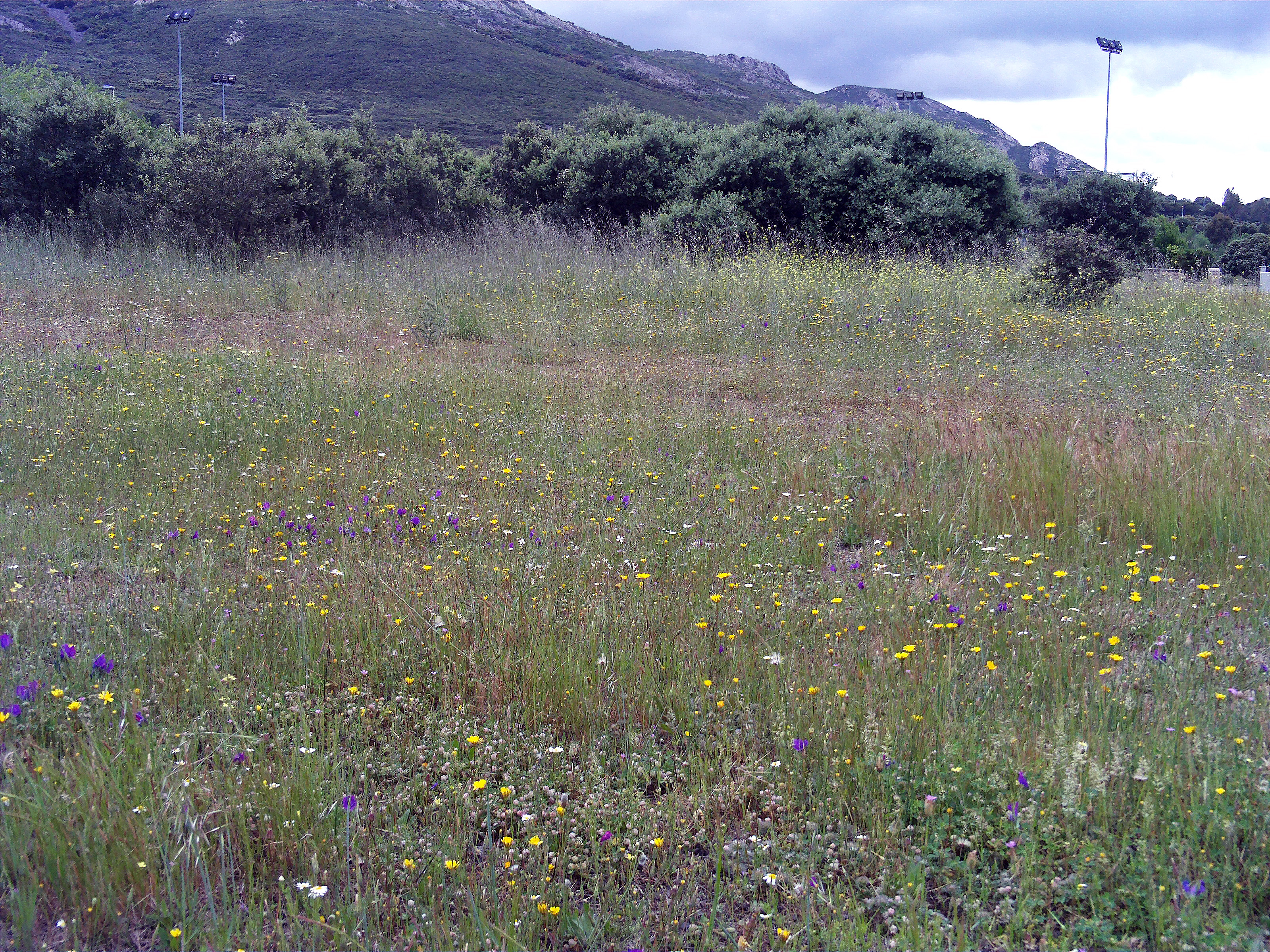
Pradera mediterránea dentro de la Dehesa Boyal de Puertollano.

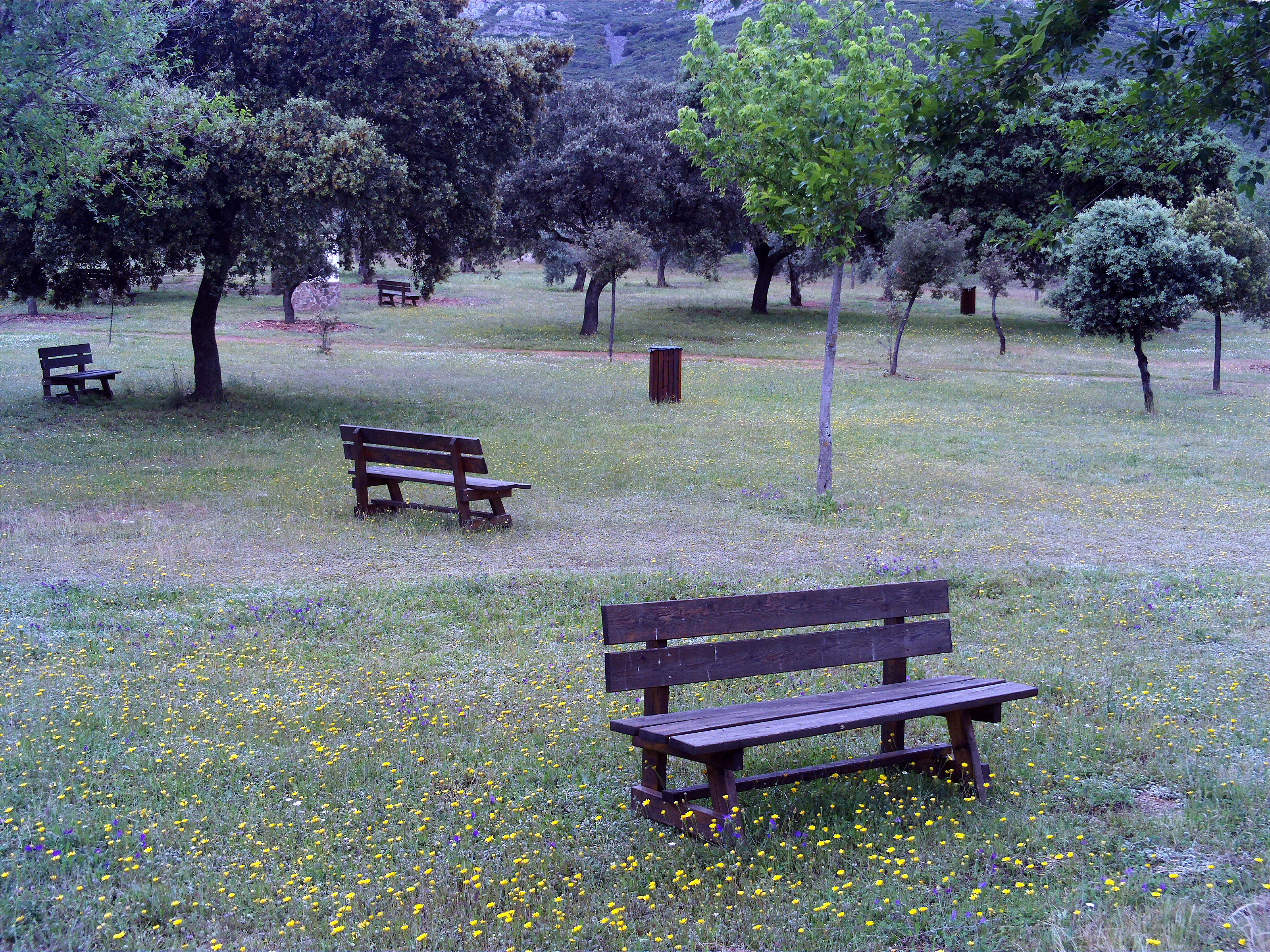
Zona adehesada dentro de la Dehesa Boyal de Puertollano.

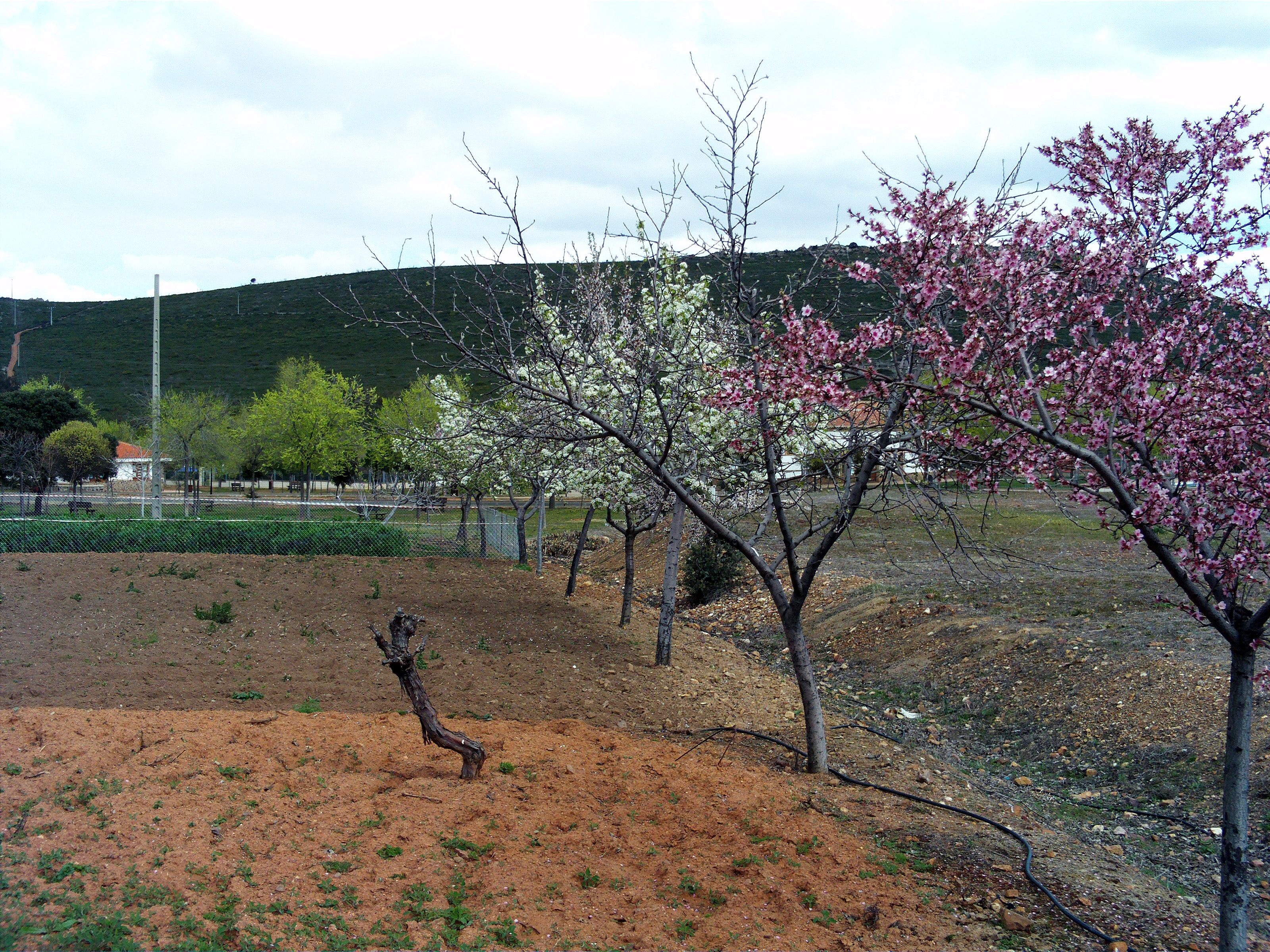
Huerta del Jardín Botánico, con berzas, árboles frutales y viña.

Las plantas que se muestran son las más significativas de la zona del Valle de Alcudia y de Sierra Madrona, con su nombre común agrupadas en cuadros con varios especímenes de la misma especie.
- Teucrium fruticans, Olivilla
- Tamarix gallica, Tamarisco
- Lavandula angustifolia, Lavanda
- Laurus nobilis, laurel
- Salvia rosmarinus, Romero
- Viburnum tinus, Durillo
- Phlomis fruticosa, Salvia amarilla
- Pistacia lentiscus, Lentisco
- Senecio cineraria, Cineraria
- Spartium junceum, Retama de olor
- Agracejo de Thunberg
- Retama sphaerocarpa, Retama
- Thymus vulgaris, Tomillo vulgar
- Phillyrea angustifolia, Labiérnago
- Origanum majorana, Mejorana
- Salvia grahamii, Salvia granadina
- Arbutus unedo, Madroño
- Myrtus communis, Mirto común
- Ruscus aculeatus, Rusco
- Madreselva
- Viburnum lantana, Lantana
- Coronilla valentina, Coronilla
- Nerium oleander, Adelfa
- Ilex aquifolium, Acebo
- Prunus lusitanica, Loro, Laurel portugués
- Mahonia aquifolium, Mahonia
- Atriplex halimus, Armuelle
- Cistus ladanifer, Jara pringosa
- Cistus salviifolius, Jara fina
- Euonymus europaeus, Evónimo
- Juniperus oxycedrus, Enebro
- Escalona
- Punica granatum, Granado
- Pyracantha coccinea, Espino de fuego
- Crataegus monogyna, Espino albar
- Quercus coccifera, Coscoja

También se encuentran diseminados por todo el recinto árboles emblemáticos de la zona como
- Quercus ilex, Encina diversas subespecies
- Quercus rotundifolia, Encina
- Quercus faginea, Quejigo
- Quercus pyrenaica, Melojo
- Quercus cerris, Roble turco
- Quercus suber, Alcornoque
- Olea europea, Olivo
- Eucaliptus, ssp
- Pinus
- Ulmus

Huerta y viñedo, zona dedicada al cultivo de berzas y hortalizas de las que se cultivan en los huertos familiares de la comarca, donde los niños se familiarizan con las verduras aprenden a conocerlas y como se cultivan. También hay una era donde se organiza una trilla de cereales en el verano. Hay varios árboles frutales almendro, cerezo, ciruelo, manzano, peral, albaricoque, melocotón, higuera y una pequeña viña.

## Equipamientos

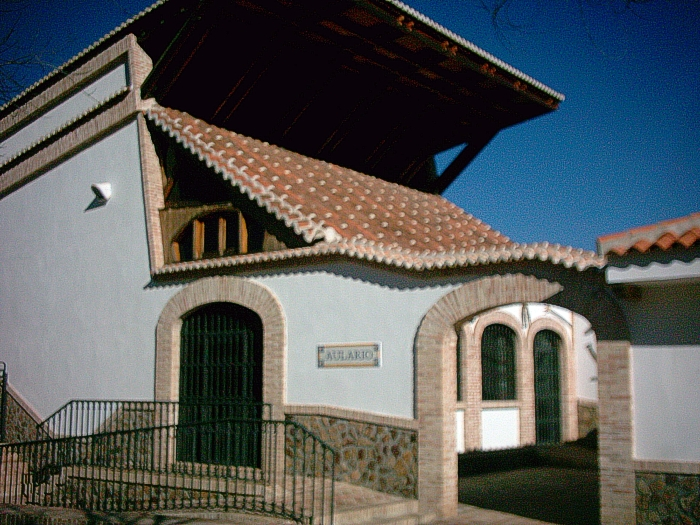
Edificio del Aulario.

- Cafetería y comedores que se encuentran en la entrada de la dehesa, de construcción relativamente reciente y todo en madera, está destinado principalmente al recreo de familias ya que cuenta con animadores para entretener a los niños cuando terminan de comer y siguen los mayores. Se ofrece básicamente cocina manchega con toques innovadores en la presentación. Las especialidades son las migas, el pisto manchego y la caldereta. Detrás de los comedores y comunicando con estos, se encuentra el Aulario y los recintos de exposiciones.

- Zona de Acampada. Espacio delimitado para las cabañas de madera, donde pasan las temporadas de verano, grupos de escolares.[6]

- Zonas deportivas y de ocio. Con una piscina de grandes dimensiones, picadero de caballos, campo de fútbol, pistas de baloncesto y de tenis.[3]

- Vivero. En este se reproducen especies vegetales autóctonas de la zona y suministra especímenes al Jardín botánico, que aquí se encuentra.